# Ștefănești (Darova)
Ștefănești (1924: Istvanfalva) a fost un sat din Banat care a fost inclus în localitatea Darova din județul Timiș.